# Karuho Shiina
Pour les articles homonymes, voir Shiina.
椎名軽穂 
Œuvres principales
- Kimi ni Todoke (2005-2017)

Karuho Shiina (椎名軽穂, Shiina Karuho) est une mangaka japonaise née le 23 octobre 1975 à Haboro, au Japon.
Elle est surtout connue pour être l'auteure du manga Kimi ni Todoke.